# Durio macrophyllus
Durio macrophyllus là một loài thực vật có hoa trong họ Cẩm quỳ. Loài này được (King) Ridl. mô tả khoa học đầu tiên năm 1922.